# Barbara Babcock
Barbara Babcock, född 27 februari 1937 i Fort Riley, Kansas, är en amerikansk skådespelerska.

## Utmärkelser
Babcock vann Primetime Emmy Award för bästa kvinnliga huvudroll för sin insats i Spanarna på Hill Street.

## Roller i urval
- 1967–1970 – Hogans hjältar (TV-serie) (3 avsnitt)
- 1967–1968 – Star Trek: The Original Series (TV-serie) (7 avsnitt)
- 1968–1973 – Mannix (TV-serie) (4 avsnitt)
- 1973 – Bang the Drum Slowly
- 1978–1982 – Dallas (TV-serie) (16 avsnitt)
- 1979 – Salem's Lot (miniserie)
- 1981–1987 – Spanarna på Hill Street (TV-serie) (17 avsnitt)
- 1984 – Fyra årstider (TV-serie) (13 avsnitt)
- 1985–1993 – Mord och inga visor (TV-serie) (5 avsnitt)
- 1987 – Remington Steele (TV-serie) (2 avsnitt)
- 1989–1990 – Härlige Harry (TV-serie) (2 avsnitt)
- 1990 – Perry Mason (TV-film)
- 1992 – Drömmarnas horisont
- 1993–1998 – Doktor Quinn (TV-serie) (98 avsnitt)
- 2000 – Kameleonten (TV-serie) (2 avsnitt)
- 2000 – Space Cowboys
- 2002 – Ensam hemma 4 (TV-film)